# Carex obliquitruncata
Carex obliquitruncata är en halvgräsart som beskrevs av Yan Cheng Tang och S.Yun Liang. Carex obliquitruncata ingår i släktet starrar, och familjen halvgräs. Inga underarter finns listade i Catalogue of Life.